# Peyre
Peyre is een gemeente in het Franse departement Landes (regio Nouvelle-Aquitaine) en telt 223 inwoners (1999). De plaats maakt deel uit van het arrondissement Mont-de-Marsan. 

## Geografie
De oppervlakte van Peyre bedraagt 10,3 km², de bevolkingsdichtheid is 21,7 inwoners per km².
De onderstaande kaart toont de ligging van Peyre met de belangrijkste infrastructuur en aangrenzende gemeenten.

## Demografie
Onderstaande figuur toont het verloop van het inwonertal (bron: INSEE-tellingen).